# Zębiełek kaspijski
Zębiełek kaspijski (Crocidura caspica) – gatunek ssaka z rodziny ryjówkowatych. Występuje na południowo-zachodnich wybrzeżach Morza Kaspijskiego w Iranie i Azerbejdżanie. Nic nie wiadomo na temat ekologii tego ssaka. W Czerwonej księdze gatunków zagrożonych Międzynarodowej Unii Ochrony Przyrody i Jej Zasobów został zaliczony do kategorii DD (brak danych).